# 1761 Milestone

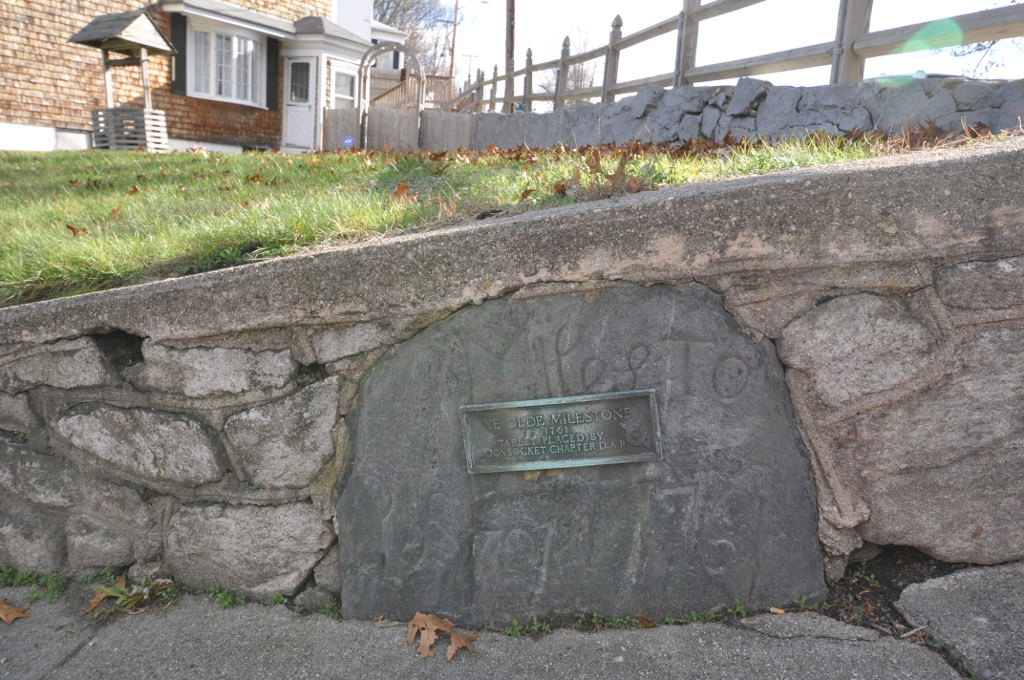
Kamień milowy w Woonsocket.

1761 Milestone – kamień milowy, który znajduje się przy 640 South Main Street w Woonsocket. Pierwotnie oznaczał skrzyżowanie Colonial od Great Road i trasy Boston-Connecticut. Odkryto go ponownie podczas instalacji drogi elektrycznej (prawdopodobnie tramwaju). W 1898 został przywrócony do pierwotnego położenia przez lokalny oddział Daughters of the American Revolution. Kamień jest osadzony w niskiej ścianie oporowej na rogu South Main Street i Smithfield Road. Został dodany 24 listopada 1982 do National Register of Historic Places i jest historyczne istotny jako znacznik jednej z głównych dróg z czasów kolonialnych.